# Bentorita
La bentorita es un mineral de la clase de los minerales sulfatos, y dentro de esta pertenece al llamado “grupo de la ettringita”. Fue descubierta en 1975 en el desierto de Négev (Israel), siendo nombrada así en honor de Yaakov K. Ben-Tor, geólogo alemán-israelí. Un sinónimo es su clave: IMA1979-042.

## Características químicas
Es un sulfato muy hidratado de calcio y cromo con aniones adicionales de hidroxilo. El grupo de la ettringita en que se encuadra son oxisales complejas de un metal con calcio, con grupos aniónicos variados.
Además de los elementos de su fórmula, suele llevar como impurezas aluminio.

## Formación y yacimientos
Se forma en vetas de alteración hidrotermal a baja temperatura, de grano muy fino, en el interior de masas de roca de mármol negro metamórfico de calcita y spurrita.
Suele encontrarse asociado a otros minerales como: calcita, taumasita, truscottita, vaterita, jennita, tobermorita, brownmillerita, mayenita, o clorita.